# Церква святого Миколая (Тернопіль)
Церква святого Миколая в Тернополі — парафія і храм Тернопільсько-Зборівської архієпархії Української греко-католицької церкви в Тернополі (деканат м. Тернополя — Центральний).

## Історія церкви
Капличка в стінах психоневрологічної лікарні, де служив о. Іван Якимів, стала затісною для парафіян. З благословення владики Михаїла Сабриги та під керівництвом головного лікаря Петра Мартинюка розпочалося будівництво церкви. У 2001 році цю справу продовжив головний лікар Володимир Шкробот. Проєкт храму розробив архітектор Руслан Білик.
19 грудня 2002 року владика Михаїл Сабрига освятив новозбудовану церкву. У 2004 році розпочали будівництво дзвіниці, а 19 грудня 2006 року освятили іменний дзвін «Володимир». У 2008 році встановили іконостас, а у 2010 році художники Львівської академії мистецтв, ректор Андрій Бокотей та професор Роман Василик, розпочали розпис підкупольної частини храму.
У храмі зберігаються мощі святого Миколая, привезені Володимиром Шкроботом з сином Леонідом та о. Романом Дутчаком з міста Барі (Італія). 19 грудня 2011 року владика Василій Семенюк освятив мощівник із миром чудотворця та ікону святого Миколая.
При парафії діє Параманне братство.

## Парохи
- о. Іван Якимів (1991—2004),
- о. Володимир Сампара (2004—2013),
- о. Володимир Барна (з 2013).